# 接置詞
接置詞（せっちし、英: adposition）は、名詞句と結びつき、文中の他の要素との関係を表す句を作る品詞である。側置詞（そくちし）とも言う。名詞句の前に置く接置詞を前置詞（ぜんちし、英: preposition）、後に置く接置詞を後置詞（こうちし、英: postposition）と呼ぶ。

## 概要

セルビア・クロアチア語の例。具格支配の前置詞 s(a) の有無により文の意味が変わる。

前置詞は、SVO型言語やVSO型言語など、動詞が目的語に先行する言語にしばしば見られる。ヨーロッパの諸言語やアラビア語などセム系言語が前置詞を持つ言語としてよく知られる。後置詞は、SOV型など、目的語が動詞に先行する言語にしばしば見られる。日本語の後置詞は助詞、中国語の前置詞は介詞と呼ばれる。
短い語が多く、日本語では 1～2 拍、ヨーロッパの諸言語では 1～3 音節、中国語では 1 音節（すなわち 1 字）が普通である。一般に弱く発音される。
インド・ヨーロッパ語族の場合、その起源は名詞の格の用法を補助するための副詞だったものが多く、したがってそれらは特定の格とともに用いられていた。後に格変化の統合・消失にともない格の機能を代行するようになる。
ドイツ語のように格変化が残存している言語では、現在でも前置詞と格の間に結びつきがある。一般にはこれを「前置詞の格支配」と呼んで、前置詞が格を決定するかのように考えられているが、本来はそうではなく、あくまで格が主体である。例えばロシア語などでは、同じ前置詞が複数の格と結びつき、同じ前置詞でもどの格の前にあるかによって意味に大きな違いが表れる場合がある。
イタリア語などのロマンス諸語やドイツ語では、後ろに置かれた冠詞と規則的に縮約する。例えば、in + il→nel（イタリア語）、zu + dem →zum（ドイツ語）。フランス語では必ずこの縮約を行わなければならない。また、イタリア語やフランス語では、属格を示す前置詞 di/de が定冠詞と結合し、部分冠詞という独特の冠詞を生んだ。
英語やドイツ語の前置詞は、古くは後置詞であった。ドイツ語の前置詞 entlang は後置詞としても使われる他、英語 of that → thereof、ドイツ語 mit dem → damit のように、前置詞＋代名詞が there または da ＋ 後置詞でも表現されるのはその名残である。この表現は今日の英語では文章語だが、ドイツ語では口語でも用いられる。

## 日本語
ここでは日本語の後置詞にあたる格助詞を示す。この場合、「～は」、「～も」、「～すら」など格関係を表示しないいわゆる係助詞はこれに含まれない。
- ～が （主格）
- ～から （始点）
- ～で （場所）
- ～と （一緒に）
- ～に （与格）
- ～の （属格）
- ～へ （方向）
- ～まで （終点）
- ～より （始点、比較）
- ～を （対格）

接語も参照。

## アラビア語
アラビア語の前置詞は多くの場合に名詞の対格形から作られる。前置詞の後に続く名詞は属格をとる。
- إِثْرَ ～の直後に
- أَثْنَاءَ ～の期間に
- إِلَى ～へ、～まで、～に向かって
- أَمَامَ ～の前に（空間）
- بِ ～によって、～に、～をもって
- بَعْدَ ～の後で（時間）
- بِلَا ～なしで
- بَيْنَ ～の間で
- تُجَاهَ ～に対する、～に面して、～に直面して
- تَحْتَ ～の下に
- جَنْبَ ～の側に
- حَتِّى ～まで、～さえも
- حَسَبَ ～に従って、～によって、～によれば
- حَوَالَي およそ（数）、だいたい（数）
- حَوْلَ	～のまわりに、～について、～に関して
- خَارِجَ ～の外で
- خِلالَ ～の期間
- خَلْفَ ～の後ろに（空間）
- دَاخِلَ ～の内部に
- دُونَ ～よりも低い、～の下に、～の手前に、～よりも優先して
- رَغْمَ ～にもかかわらず
- سِوَى ～を除いて、～以外
- صَدَدٌ ～に関して（通常はفي صددなどの形で）
- ضِدَّ ～に対して、～に対立、～に反対して、反～
- ضِمْنَ ～の内に、～の一環として
- طُولَ ～の間中
- عَبْرَ ～を越えて、～を通過して
- عَدَا ～を除いて
- عَقِفَ ～の直後に
- عَلَى ～の上に、～に接して、～に面した、（数を）わって
- عَنْ ～について、～から（遠ざかる）
- عِنْدَ ～のもとに、～のそばに
- فَوْقَ ～の上に、～の上方に、～を越えた、超～
- فِي ～の中に、～において、（数を）かけて
- قَبْلَ ～の前に（時間）
- كَ ～のような、～として
- لِ ～へ、～まで、～に向かって、～のための、～の所有の
- لَدَى ～のそばに、～のもとに
- مَعَ ～とともに、～と一緒に、～につれて、～にもかかわらず
- مِنْ ～から、～製の、～出身の、～のうちの一人、～よりも、（数を）ひいて
- مُنْذُ ～以来、～前に
- نَحْوَ～の方へ、およそ（数）
- وَ ～に誓って、（数を）たして
- وَرَاءَ ～の後ろに（空間）

## イタリア語
- a: ～で（場所）
- attraverso: ～を貫いて
- circa: ～について
- con: ～と共に、
- contro: ～に反対して
- da: ～から
- di: ～の
- dietro: ～の後ろに
- dopo: ～のあとで
- durante: ～の間（持続）
- entro: ～以内に
- fino: ～まで
- in: ～の中で
- lungo: ～に沿って
- malgrando: ～にもかかわらず
- oltre: ～の向こうに
- per: ～の方へ
- prima: ～より手前に
- senza: ～無く
- sopra: ～の上に
- sotto: ～の下に
- su: ～の上に
- tra: ～の間に
- tramite: ～を通して
- tranne: ～を除いて
- verso: ～の方に

## 英語
現代英語の主な前置詞を挙げる。byやforのように非常にたくさんの意味を持つものもあるが、括弧内の日本語訳は、それらの中の一例ないしは数例である。基礎動詞とともに句動詞を形成する。
- about: およそ、～について
- aboard: ～に乗って
- above: ～より上方に
- across: ～を横切って
- after: ～の後に
- against: ～に対して
- along: ～にそって
- alongside: ～と並んで
- among: ～の間に
- around: ～のまわりに
- as: ～として
- at: "特定の一点を指し"～で
- before: ～の前に
- behind: ～の後ろに
- below: ～の下方に
- beneath: ～の下に
- beside: ～のそばに
- besides: ～の他にも
- between: ～の間に
- beyond: ～を超えて
- but: ～を除いて
- by: ～によって
- concerning: ～に関して
- despite: ～にもかかわらず
- down: ～の下へ
- during: ～の間に
- except, excepting: ～を除いて
- for: ～のために、～に（とって）
- from: ～から
- in: ～の中に
- inside: ～の中に、内側に
- into: ～の中に
- less: ～ぶん少ない、～を引いた
- like: ～のように
- minus: ～を減らした
- near: ～の近くに
- of: ～の
- off: ～から離れて
- on: ～に接して
- onto: ～の上に
- opposite: ～の向こう側に
- out: ～の外へ
- outside: ～の外〔側〕に
- over: ～の真上に
- past: ～を通り過ぎて
- plus: ～を加えて
- round: ～のまわりに
- save: ～を除いて
- since: ～からずっと
- than: ～よりも
- through: ～を通って
- throughout: ～の間〔ずっと〕
- till: ～まで
- to: ～に、～まで
- toward: ～の方へ
- under: ～の真下に
- underneath: ～の下に
- until: ～まで
- up: ～の上に
- upon: ～に接して
- via: ～を通って
- with: ～と一緒に
- within: ～のうちに
- without: ～なしで、～せずに

## 古英語
古英語の前置詞を参照。

## エスペラント
al, en, sub など方向を表す前置詞については、対格支配の場合はその場所への動きを表す（英語の into に近い）。大半がラテン語に由来するものの、一部はロマンス諸語、ポーランド語、ドイツ語などのヨーロッパの言語からの借用である。母音で終わる前置詞の直後の定冠詞 la を縮約して l' とすることができる。
- antaŭ: ～の前に
- anstataŭ: ～の代わりに
- apud: ～の側に
- ĉe: （場所）～で
- ĉirkaŭ: ～のまわりで、およそ
- ekster: ～の外で
- el: ～から
- en: ～の中に
- da: （数量）～の
- de: ～の（属格）、～から（奪格）
- disde: ～から（奪格）
- dum: ～の間（持続）
- ĝis: ～まで
- inter: ～の間に
- kontraŭ: ～に反対して
- krom: ～を除いて
- kun: ～と共に
- laŭ: ～に沿って
- malgraŭ: ～にもかかわらず
- malantaŭ: （空間）～の後ろに
- maltrans: ～の手前に
- per: （手段）～によって
- por: （目的）～のために、～に対して
- post: （時間）～のあとで
- pri: ～について
- pro: （原因）～のために
- sen: ～無く
- super: ～の上方に
- sub: ～の下に
- sur: ～の上に
- tra: ～を通して
- trans: ～の向こうに、～を通って

## スペイン語
以下に掲げる19個のスペイン語の前置詞のうち、cabe は現代スペイン語では一般的ではない。また、so はいくつかの成句でのみ用いられる(so pena de, so pretextoなど)。
- a: ～に、～へ
- ante: ～の前で
- bajo: ～の下で
- cabe: ～の近くに、～のそばで
- con: ～と
- contra: ～に対して
- de: ～の、～から
- desde: ～から
- en: ～に、～の中に
- entre: ～の間に
- hacia: ～へ
- hasta: ～まで
- para: ～のために
- por: ～のだから
- según: ～によって
- sin: ～なしで
- so: ～の真下に
- sobre: ～の上方に
- tras: ～の後に

## 中国語
中国語では「介詞」と呼ばれ、以下のようなものがある。簡体字で表記する。
- 从：（時間、空間）から、より
- 自：（時間）から
- 离：（場所）から、より
- 于：（時間）から、（時間）に
- 当：～のときに
- 在：～にいる
- 向：～へ向かって、～に、～へ
- 往：～へ向かって、～の方へ
- 朝：～の方向に
- 到：（場所）まで
- 被：～に（される）
- 让：～に（される）
- 给：～に、～のために
- 对：～に対して
- 把：～を
- 拿：～を、～でもって
- 用：～を使って、～で
- 跟：～と
- 和：～と
- 与：～と、～とともに
- 同：～とともに
- 比：～より、～に比べて
- 除：～を除く
- 以：～によって、～でもって、～を
- 靠：～によって、～でもって
- 依照：～によって
- 因：（原因）によって、のために
- 由：（原因）によって、～から
- 为：～によって、～のために
- 由于：（原因）によって、～のために
- 因为：（原因）によって、のために
- 为了：（目的）のために
- 对于：～に対して
- 关于：～に関して

## 朝鮮語
日本語の助詞と同様、名詞の直後で後置詞として用いられる。一部の助詞は、名詞の発音が母音で終わる（母音体言）か子音で終わる（子音体言）かによって異なる形を用いるものがある。主要な助詞を以下に紹介するが、対になっているものは左側が母音体言、右側のものが子音体言に接続する形である。
- 가/이：～が
- 는/은：～は
- 를/을：～を
- 의（発音は에と同じ）：～の
- 에：～に、～へ
- 에서：（場所）で、（場所）から
- 에게：（人）に
- 에게서：（人）から
- 부터：（時刻）から
- 까지：～まで
- 로/으로：（手段）で

## フランス語
この中でdeは、母音および無音のhの前に来るとエリジオンを起こしてd'となる（d'histoireなど）。また、前置詞のあとに定冠詞が来ると縮約を起こすものがある（à + les=aux, de+les=desなど）。
- à: ～に
- après: ～の後に
- avant: ～より前に
- avec: ～と一緒に
- dans: ～の中で
- de: ～へ、の
- depuis: ～から
- dès: ～から、～やいなや、～とすぐに
- en: ～で
- envers: ～にむかって、～に対して
- jusque: ～まで
- sans: ～なしに、せずに
- sur: ～の上に、～の上方に、～に接して(on)
- par: ～を通って、～によって(by)
- pendant: ～の間
- pour: ～にむかって、～のために
- vers: ～のほうへ、～の頃に

## ロシア語
カッコ内の形は、後ろに続く単語が子音で始まるか母音で始まるか等により複数の形をとることを示す。例えば「о(об,обо)」の場合は、
о тебе（子音）, об этом（母音）, обо мне（発音しにくい子音連続）等。
- без: ～無しで（生格支配）
- в(во): ～へ（対格支配） ～の中で（前置格支配）
- ввиду: ～の姿で（生格支配）
- вдоль: ～に沿って（生格支配）
- вместо: ～の代わりに（生格支配）
- вне: ～の外に（生格支配）
- внутри: ～の中に（生格支配）
- внутрь: ～の中に（生格支配）
- вокруг: ～に囲まれて（生格支配）
- возле: ～の近くに（生格支配）
- для: ～のために（生格支配）
- до: ～まで（生格支配）
- за: ～の向こうへ、～のために（対格支配）、～の向こうで（造格支配）
- из(изо): ～から（生格支配）
- к(ко): ～のところへ（与格支配）
- кроме: ～を除いて（生格支配）
- между: ～の間で（造格支配）
- мимо: ～の近くを（生格支配）
- на: ～の上へ（対格支配）、～で（前置格支配）
- над(надо): ～の上で（造格支配）
- ниже: ～の下に（生格支配）
- о(об, обо): ～について（前置格支配）、～に接触して（対格支配）
- около: ～頃、～の近くで（生格支配）
- от(ото): ～から（生格支配）
- перед(передо,пред,предо): ～の前に（造格支配）
- по: ～に沿って（与格支配）、～まで（対格支配）
- под(подо): ～の下で、～を（造格支配）、～の下を（対格支配）
- позади: ～の後ろに（生格支配）
- после: ～の後で（生格支配）
- при: ～の近くで、～の下で（前置格支配）
- про: ～について（対格支配）
- против: ～に対して、～に敵対して（生格支配）
- ради: ～のために（生格支配）
- с(со): ～から（生格支配）、～と共に（造格支配）
- сверх: ～の上に（生格支配）
- свыше: ～を越えて（生格支配）
- сзади: ～の後ろに（生格支配）
- сквозь: ～を抜けて（対格支配）
- среди: ～の中で（生格支配）
- у: ～で、～の元に（生格支配）
- через(чрез): ～を経て（対格支配）

複合
- из-за: ～の後ろから、～のために（生格支配）
- из-под: ～の下から（生格支配）